# Référentiel géocentrique
Ne doit pas être confondu avec Géocentrisme.
Le référentiel géocentrique est un référentiel dont l'origine est le centre de la Terre et dont les trois axes pointent vers des étoiles lointaines qui apparaissent fixes. 
Le référentiel géocentrique se distingue du référentiel terrestre, dont l'origine est prise au centre de la Terre, mais dont les axes sont attachés au globe terrestre. Il est également différent du référentiel de Kepler, dont les axes pointent vers des étoiles lointaines mais dont l'origine est prise au centre du Soleil. Ainsi, le référentiel terrestre est en rotation dans le référentiel géocentrique, lui-même en translation circulaire (en fait translation elliptique) dans le référentiel de Kepler.

## Caractère galiléen
En raison du mouvement orbital de la Terre autour du Soleil, le référentiel géocentrique n'est pas galiléen. Néanmoins, lorsqu'il est possible de négliger ce mouvement quasi circulaire, c'est-à-dire quand les expériences sont de courte durée par rapport à une année, il est possible de considérer le référentiel géocentrique comme approximativement galiléen. C'est le cas notamment lorsqu'on étudie les mouvements des satellites artificiels.
En revanche, les phénomènes de marées et de précession des équinoxes ne sont interprétables dans le référentiel géocentrique qu'en introduisant des forces d'inertie dues au caractère non galiléen de ce référentiel.